# Aybes
Pour les articles homonymes, voir Lignon.
L'Aybes est une rivière du sud de la France, affluent de l'Agout, sous-affluent du Tarn et de la Garonne.

## Géographie
De 12,5 km de longueur, l'Aybes prend sa source sur la commune de Laboulbène dans le Tarn et se jette dans l'Agout en rive droite sur la commune de Fréjeville, à l'ouest de Castres. Son cours est globalement dirigé vers le sud-ouest.

### Communes et cantons traversés
- Tarn : Carbes, Fréjeville, Sémalens, Laboulbène, Castres.